# Каттин, Антуан
Антуан Каттин (фр. Antoine Cattin, родился 25 апреля 1975, Сеньележье, Франш-Монтань, Швейцария) — швейцарский и российский оператор и режиссёр документального кино. Обладатель премии «Лавр» (2004 и 2007), премии «Белый Слон» (2007).

## Биография
В 2001 году окончил Университет в Лозанне (получил степень по истории, кино и русскому языку). Основатель и редактор журнала о кино Hors-Champ.
Живёт и работает в России и Швейцарии.
Работал ассистентом оператора и режиссёра на документальном фильме Сергея Лозницы «Портрет» (2002). Вместе с Павлом Костомаровым снял документальные фильмы «Трансформатор» (2003), «Мирная жизнь» (2004), «Мать» (2007). Десять лет Антуан Каттин и Павел Костомаров снимали режиссёра Алексея Германа на съемках фильма «История арканарской резни», результатом этой работы стал фильм «Плэйбэк» 2012 года.
Соавтор и участник проекта «Реальность» Александра Расторгуева, Павла Костомарова, Алексея Пивоварова. С декабря 2012 вместе с создателями проекта, Сусанной Баранжиевой и Дмитрием Кубасовым проводит кастинг, ищет потенциальных героев проекта.

## Фильмография
| Год  |   | Русское название | Оригинальное название | Роль                                                   |
| ---- | - | ---------------- | --------------------- | ------------------------------------------------------ |
| 2013 | ф |                  | Срок                  | режиссёр, оператор                                     |
| 2012 | ф | Плэйбэк          | Dur d'être Dieu       | режиссёр, сценарист, оператор, монтажёр                |
| 2007 | ф | Мать             | La mère               | режиссёр, сценарист, оператор                          |
| 2004 | ф |                  | Мирная жизнь          | режиссёр, сценарист, оператор, монтажёр, звукорежиссёр |
| 2003 | ф |                  | Трансформатор         | режиссёр, сценарист, оператор, монтажёр                |

## Награды
- 2012 Приз «Слон» Гильдии киноведов и кинокритиков России XXII Международного фестиваля документальных, короткометражных игровых и анимационных фильмов «Послание к Человеку» в Санкт-Петербурге[7] — фильм «Плэйбэк»
- 2012 Приз имени Павла Когана XXII Международного фестиваля документальных, короткометражных игровых и анимационных фильмов «Послание к Человеку» в Санкт-Петербурге[7] — фильм «Плэйбэк»
- 2009 Приз Права человека — специальное упоминание международного фестиваля независимого кино в Буэнос-Айресе, Аргентина — фильм «Мать»[8]
- 2009 Номинация на Приз Роберта и Фрэнсис Флаэрти международного кинофестиваля в Ямагата, Япония — фильм «Мать»[8]
- 2008 Номинация на Премию швейцарского кино за лучший неигровой фильм — фильм «Мать»[8]
- 2008 Номинация на премию Европейской киноакадемии за лучший неигровой фильм — фильм «Мать»[8]
- 2008 Номинация на премию «Ника» за лучший неигровой фильм — фильм «Мать»[9]
- 2007 Молодёжная премия «Триумф»
- 2007 Премия «Лавр» за лучший полнометражный телевизионный фильм — фильм «Мать»[10][11]
- 2007 Премия «Лавр» за лучший АРТ фильм — фильм «Мать»[11]
- 2007 Гран-при открытого фестиваля кино «Киношок» (конкурс «Кино без кинопленки») — фильм «Мать»[12]
- 2007 Гран-при открытого фестиваля документального кино «Россия» в Екатеринбурге — фильм «Мать»[13]
- 2007 Приз кинокритики открытого фестиваля документального кино «Россия» в Екатеринбурге — фильм «Мать»
- 2007 Премия «Белый слон» за лучший документальный фильм Гильдии киноведов и кинокритиков России — фильм «Мать»
- 2005 Приз «Серебряный дракон» лучшему документальному фильму международного кинофестиваля в Кракове, Польша — фильм «Мирная жизнь»[14]
- 2005 Приз киноведов и кинокритиков открытого фестиваля кино «Киношок» в Анапе — фильм «Мирная жизнь»
- 2004 Премия «Лавр» за лучший арт-фильм на кинопленке или видео — фильм «Мирная жизнь»
- 2004 Специальный приз международного кинофестиваля фильмов о правах человека «Сталкер» в Москве — фильм «Мирная жизнь»
- 2004 Приз лучшему документальному фильму международного кинофестиваля в Тампере, Финляндия — фильм «Трансформатор»[15]
- 2004 Приз киноведов и кинокритиков открытого фестиваля кино «Киношок» в Анапе — фильм «Трансформатор»
- 2003 Приз за лучший дебют открытого фестиваля документального кино «Россия» в Екатеринбурге — фильм «Трансформатор»